# Charles Stanhope (1673-1760)
Charles Stanhope (1673-1760) est un avocat britannique et un homme politique whig qui siège à la Chambre des communes de 1717 à 1741. Profondément impliqué dans des transactions liées à la Compagnie de la mer du Sud, liées à la corruption politique, il est fermement défendu par les membres du gouvernement et est acquitté de toutes les accusations portées contre lui .

## Biographie

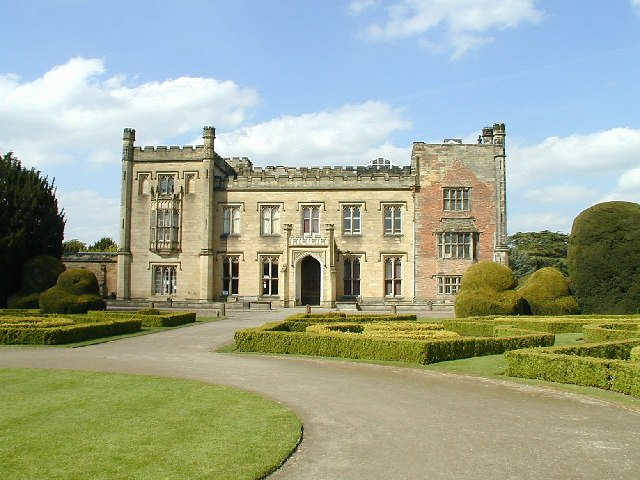
Le château d'Elvaston, dans le Derbyshire, aujourd'hui - le siège de la famille Stanhope reconstruit vers 1817

Il est le deuxième fils de John Stanhope d'Elvaston, Derbyshire, et de sa femme Dorothy Agard, fille de Charles Agard de Foston, Derbyshire. Son plus jeune frère est William Stanhope (1er comte de Harrington), père de William Stanhope (2e comte de Harrington). Il est admis au Inner Temple et est appelé au barreau en 1703. Il hérite des domaines familiaux en 1730 de son frère aîné Thomas.
Il est le cousin de James Stanhope, premier comte Stanhope qui le nomme sous-secrétaire en 1714. Il se présente au Parlement du 10 juin 1717 lors d'une élection partielle au Milborne Port. Bien qu'initialement battu, il est admis sur pétition en tant que député le 6 juillet 1717. Il exerce les fonctions de secrétaire au Trésor de 1717 à 1721. James Stanhope et Charles Spencer (3e comte de Sunderland) font l’objet d’une enquête sur des transactions dans des actions de la Compagnie de la mer du Sud après l'éclatement de la bulle, et Charles Stanhope également; mais il évite la ruine de la carrière politique qui frappe Sunderland .
Aux élections générales de 1722, le duc de Newcastle propose Stanhope pour le siège d’Aldborough, et il est élu sans opposition ainsi qu'aux élections générales de 1727. Stanhope cherche à obtenir un poste public, mais le nouveau roi George II découvre dans les papiers de son père une note rédigée par Stanhope contenant des propositions d'action radicale à son encontre lors d'une querelle de famille. Le roi bloque toute faveur envers Stanhope, mais ce dernier impute à Walpole son échec à obtenir un poste et devient son ennemi féroce. Alors qu'il doit son siège à Newcastle, il appuie le gouvernement dans tous les votes, sauf les arriérés de la liste civile en 1729. Lors de l'élection générale de 1734, il est élu député de Harwich pour son propre compte et passe à l'opposition. Il ne se représente pas en 1741 .
Il devient membre de la Royal Society en 1726 . Il est décédé célibataire en 1760.